# Doug LaMalfa
Doug LaMalfa (Oroville, 2 juli 1960) is een Amerikaans politicus van de Republikeinse Partij. Hij zetelt sinds 2013 in het Huis van Afgevaardigden namens Californië.

## Biografie
Doug LaMalfa werd geboren in Oroville, in de Noord-Californische Sacramento Valley. Hij studeerde aan de California Polytechnic State University in San Luis Obispo en woont nu in Richvale. Hij is getrouwd en heeft vier kinderen.

### Politieke loopbaan
Van december 2002 tot 2008 zetelde LaMalfa in het California State Assembly, het lagerhuis van Californië. In 2010 werd hij verkozen tot de Senaat van Californië. 
Toen Wally Herger in 2012 aankondigde dat hij zich niet herverkiesbaar zou stellen als afgevaardigde in het 2e congresdistrict, stelde LaMalfa zich kandidaat, met de steun van Herger. Op 6 november werd hij verkozen met 58% van de stemmen in het hertekende 1e district. Hij legde op 3 januari 2013 de eed af als federaal parlementariër in het 113e Amerikaans Congres. Hij is lid van het House Committee on Natural Resources en het Committee on Agriculture.
LaMalfa is een conservatieve Republikein met hoge ratings van conservatieve groepen, pro-choice-groepen en de wapenlobby.